# Hans Gabriel Jentzsch
Hans Gabriel Jentzsch (* 26. November 1862 in Löbtau; † 24. Oktober 1930 in München) war ein deutscher Grafiker, Illustrator und Karikaturist, der unter anderem für die Satirezeitschrift Der Wahre Jacob arbeitete.

## Biografie

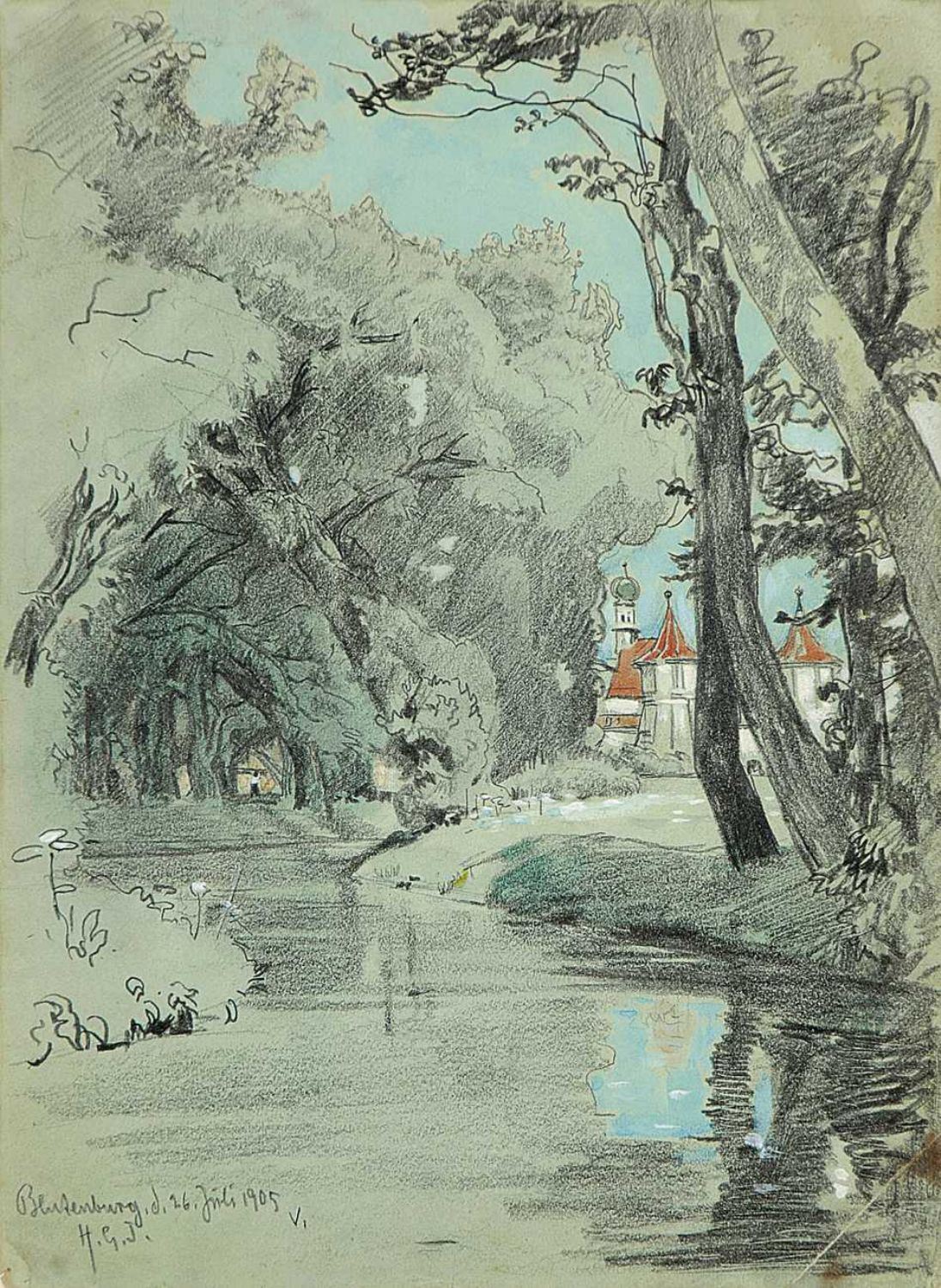
Hans Gabriel Jentzsch: Blutenburg in München, 1905

Jentzsch entstammt einer Zimmermannsfamilie und erlernte Porzellanmalerei. Von 1881 bis 1887 studierte er auf der Dresdner Akademie bei Fred Hildenbrandt und Ferdinand Pauwels, wo er mit Historienmalerei und Genremalerei 1885 zum ersten Mal an die Öffentlichkeit trat. Er erzielte erste Publikumserfolge und gewann eine Goldmedaille für seinen Sündenfall, der folgendermaßen beschrieben wird: „Die auf rosenbestreutem Boden ruhende Eva reicht dem an ihrer Seite sitzenden Adam den von einem herabhängenden Zweige gepflückten Apfel.“ (zit. n. Ege 1992).
1890 zog Jentzsch nach München und stellte dort seine Malerei aus. Er beteiligte sich mit Tafelbildern wie Nach dem Regen und Die Hochzeitsreise an den Jahresausstellungen im Glaspalast, wo er beim Publikum so großen Erfolg hatte, dass er Lithografien seiner Werke vertreiben konnte. 
Ab 1891 arbeitet er als Illustrator für Der Wahre Jacob, wo er gesellschaftskritische und später auch politische Bildsatiren auf den wilhelminischen Hochadel, das Großbürgertum und die Politik der europäischen Großmächte zeichnete. Für die Zeitschrift arbeitete er durchgängig fast 30 Jahre, war der produktivste Zeichner des Blattes neben Otto Emil Lau und galt als der bei den Lesern beliebteste Karikaturist. Bis 1923 entstanden so rund 2000 Grafiken. Auch in Fliegende Blätter erschienen einzelne Karikaturen.
Jentzsch' Illustrationen zeichneten sich durch eine besonders ausgeklügelte Räumlichkeit aus, bei der die Handlung über Vorder-, Mittel- und Hintergrund verteilt wird. Oftmals setzt er auch das Stilmittel einer Art Proszenium vor der eigentlichen "Bühne" des Bildes ein. Mit Objekten, die aus dem Bildraum herauszuragen schienen, gelang Jentzsch eine intensivere Einnahme des Betrachters. Er war auch bekannt für den sogenannten Zweischichtenraum, bei dem Vordergrund und Hintergrund ohne Zwischenabstufung kontrastiert werden. Der Hintergrund kann dann etwa zur Charakterisierung der dargestellten Person im Vordergrund beitragen.
1899, 1904 und 1915 schuf Jentzsch drei Serien von Totentänzen. Der so genannte Russische Totentanz entstand während des Ersten Weltkrieges und diffamierte das feindliche Russland, indem er die Russen als barbarisch und gewalttätig darstellte.

## Buchillustrationen
- (Anonym): Um fremde Schuld. Roman. Stuttgart u. a.: Union Dt. Verl.-Ges. 1890 (W. Heimburgs illustrierte Romane und Novellen, Neue Folge Bd. 2)
- Ein Bilderbuch für große und kleine Kinder. 4 Bde.: 1893, 1894, 1895, 1899
- Svatopluk Cech: Lieder eines Sklaven. Freie Übertragung ins Deutsche von Jan Koutek. Stuttgart: Dietz 1897
- William Morris: Kunde von Nirgendwo : Ein utopischer Roman. Hrsg. von Wilhelm Liebknecht. Stuttgart: Dietz 1900
- Ein neuer Totentanz in 18 Bildern. Stuttgart: Dietz 1904
- Deutsches Knabenbuch, 20. Ein Jahrbuch der Unterhaltung, Belehrung und Beschäftigung für unsere Knaben. Mit Beiträgen von Graf Bernstorff, B. Clement, E. Halden, H. Hartenstein, Fr. Hornig, R. Weitbrecht u. a. Stuttgart, Thienemann [1906]. Mit zahlreichen Textzeichnungen und vier farbigen Zeichnungen auf Kunstdrucktafeln u. a. von Fritz Bergen, Joh. Gehrts, Hans G. Jentzsch, C. Liebich und A. Wald,